# Dein Vergnügen ist auch mein Vergnügen
Der italienische Spielfilm Dein Vergnügen ist auch mein Vergnügen (Il tuo piacere è il mio) von 1972 ist eine Erotikposse, die im Mittelalter angesiedelt ist. Innerhalb einer Rahmenhandlung werden Episoden zum besten gegeben, die von untreuen Ehefrauen oder lüsternen hohen Klerikern handeln, beruhend auf den Tolldreisten Geschichten von Balzac. Einige Darsteller spielen mehrere Rollen.

## Handlung
Nachdem sie sich nackig im Garten vergnügt haben, weisen die blonde Großfürstin und ihre Zofe die Bediensteten bei den Vorbereitungen zu einem Gastmahl an. Die eine erzählt der anderen von einer jungen Frau, die mit einem älteren Gatten von verwelkter Manneskraft verheiratet war, sich ein Kind wünschte und die deshalb auf den Beistand eines anderen Mannes angewiesen war. Die edlen Damen mischen Abführmittel in Speis und Trank, bevor ihre Gäste eintreffen – ein Kardinal, ein Kaufmann und weitere vornehme Herren. An der Tafelrunde fällt jedem Gast zu, eine Geschichte zu erzählen.
Der Kardinal erzählt die 2. Episode von einem Färber, um dessen schöne Frau bereits an der Hochzeit mehrere andere Männer schlichen. Sie stieg mit einem von ihnen ins Bett und überlistete einen anderen, den Gevatter. Dieser ersann zusammen mit dem Ehemann eine Rache, die daneben ging.
Die Großfürstin, Erzählerin der 3. Episode, berichtet davon, wie Franz I. von Frankreich durch Karl, den König von Spanien gefangen gesetzt worden war. Der Liebestolle litt unter der Enthaltsamkeit und versprach dem Wächter Ländereien, wenn er ihm eine Frau heranschafft. Erst brachte ihm dieser die Spanierin Joselita, die als Vorbedingung auf der Ausstellung einer päpstlichen Bulle besteht, die ihr Absolution erteilt für die Sünden, die sie noch zu begehen gedachte. Obwohl Franz von ihr beeindruckt war, verlangte er nach einer Frau von noch edlerem Sinn. Der Wächter schickte ihm eine Namenlose, die ihn umwarf. Es war die Gattin des Wächters.
Der Schatzmeister erzählt in der 4. Episode vom jungen Mönch Filippo, der eine Dirne erretten wollte. Sie fand jedoch Gefallen an ihm. Als er bei ihr speiste, kamen nacheinander der Bischof von Chur und der Kardinal von Ragusa zu Besuch. Der Kardinal verscheuchte den Bischof, und die Dirne den Kardinal. Sie behielt ihr „Mönchlein“, das sie innigst liebte.
Der Großfürst schildert in der 5. Episode die Leiden des Wucherers Ferron aus Genua, der mit einer hohen Summe vom Vater der schönen Rosalia das Jawort gekauft hatte. Doch die Frau verweigerte sich ihm und wurde die Geliebte des Königs und Hure. Ferron versuchte unerkannt als Freier in ihr Bett zu gelangen, doch ihre Zofe durchschaute das Spiel. Die beiden Frauen überlisteten Ferron, indem sie ihm im Dunkeln anstelle Rosalias die Zofe ins Bett legten.
Die Gäste leiden an Durchfall, und die Großfürstin und ihre Freundin gaukeln dem Kardinal vor, die Aborte seien besetzt, worüber der Großfürst sich fürstlich amüsiert.